# کریستوفر فرای
کریستوفر فرای (انگلیسی: Christopher Fry; ۱۸ دسامبر ۱۹۰۷ – ۳۰ ژوئن ۲۰۰۵) نمایش‌نامه‌نویس و فیلم‌نامه‌نویس اهل انگلستان بود.
وی نویسنده فیلم‌هایی همچون باراباس و کتاب مقدس بوده است.